# Limnephilus fumosus
Limnephilus fumosus är en nattsländeart som först beskrevs av Banks 1900.  Limnephilus fumosus ingår i släktet Limnephilus och familjen husmasknattsländor. Inga underarter finns listade i Catalogue of Life.